# Neoechinorhynchus agilis
Neoechinorhynchus agilis är en hakmaskart som först beskrevs av Rudolphi 1819.  Neoechinorhynchus agilis ingår i släktet Neoechinorhynchus och familjen Neoechinorhynchidae. Inga underarter finns listade i Catalogue of Life.